# Bisdom Bareilly
Het bisdom Bareilly (Latijn: Dioecesis Bareillensis) is een rooms-katholiek bisdom met als zetel Bareilly, in India. Het bisdom is suffragaan aan het aartsbisdom Agra. 

## Geschiedenis
Het bisdom werd opgericht op 19 januari 1989, uit delen van het bisdom Lucknow.

## Parochies
Het bisdom had in 2020 een oppervlakte van 32.860 km2 en telde 10.822.900 inwoners waarvan 0,07% rooms-katholiek was.

## Bisschoppen
- Anthony Fernandes (19 januari 1989 - 11 juli 2014)
- Ignatius D’Souza (11 juli 2014 - heden)

Agra (aartsbisdom) · Ajmer · Allahabad · Bareilly · Bijnor (Syro-Malabar) · Gorakhpur (Syro-Malabar) · Jaipur · Jhansi · Lucknow · Meerut · Udaipur · Varanasi